# Eriksberg (Botkyrka)
Eriksberg é uma área urbana pertencente à comuna de Botkyrka, no condado de Estocolmo, Suécia. Tem cerca de 3.200 habitantes.
A estrutura urbana é principalmente composta por edifícios altos datados dos anos 70, existindo edificações mais baixas construídas nos anos 80. Tal como noutras zonas de Botkyrka, Eriksberg tem uma percentagem alta de habitantes de origem estrangeira: 34,8% da população (dados de 2003). Em contraste com a zona de Hallunda/Norsborg, em que a maioria da população é de origem não-europeia, Eriksberg tem principalmente imigrantes de origem nórdica e europeia, além de suecos nativos. A taxa de desemprego era em 2003 de 3,4%.